# Neoleptodesmus sumichrasti
Neoleptodesmus sumichrasti är en mångfotingart som först beskrevs av Jean-Henri Humbert och Henri Saussure 1869.  Neoleptodesmus sumichrasti ingår i släktet Neoleptodesmus och familjen Rhachodesmidae. Inga underarter finns listade i Catalogue of Life.